# Турніри 1-ї категорії WTA 2002
The table below shows the Турніри 1-ї категорії WTA 2002 schedule.

## Singles
| Tournament        | Surface   | Week       | Winner                                | фіналіст           | півфіналісти                       | чвертьфіналісти                                                          |
| ----------------- | --------- | ---------- | ------------------------------------- | ------------------ | ---------------------------------- | ------------------------------------------------------------------------ |
| Токіо             | Килим (i) | 28 січня   | Мартіна Хінгіс 7–6(8–6), 4–6, 6–3     | Моніка Селеш       | Сільвія Фаріна-Елія Анна Курнікова | Тамарін Танасугарн Сандрін Тестю Александра Стівенсон Анна Кремер        |
| Індіан-Веллс      | Хард      | 4 березня  | Даніела Гантухова 6–3, 6–4            | Мартіна Хінгіс     | Еммануель Гальярді Моніка Селеш    | Анна Пістолезі Ліза Реймонд Аранча Санчес Вікаріо Аманда Кетцер          |
| Маямі             | Хард      | 18 березня | Серена Вільямс 7–5, 7–6(7–4)          | Дженніфер Капріаті | Моніка Селеш Вінус Вільямс         | Тетяна Панова Кім Клейстерс Мартіна Хінгіс Олена Дементьєва              |
| Чарлстон          | Ґрунт     | 15 квітня  | Іва Майолі 7–6(7–5), 6–4              | Патті Шнідер       | Дженніфер Капріаті Сандрін Тестю   | Анастасія Мискіна Серена Вільямс Аманда Кетцер Стефані Форец             |
| Берлін            | Ґрунт     | 6 травня   | Жустін Енен 6–2, 1–6, 7–6(7–5)        | Серена Вільямс     | Дженніфер Капріаті Анна Пістолезі  | Сандрін Тестю Наталі Деші Амелі Моресмо Даніела Гантухова                |
| Рим               | Ґрунт     | 13 травня  | Серена Вільямс 7–6(8–6), 6–4          | Жустін Енен        | Кім Клейстерс Дженніфер Капріаті   | Вірхінія Руано Паскуаль Сандрін Тестю Анастасія Мискіна Амелі Моресмо    |
| Canada (Montréal) | Хард      | 12 серпня  | Амелі Моресмо 6–4, 6–1                | Дженніфер Капріаті | Даніела Гантухова Єлена Докич      | Фабіола Сулуага Барбара Шетт Мартіна Хінгіс Жустін Енен                  |
| Москва            | Килим (i) | 30 вересня | Магдалена Малеєва 5–7, 6–3, 7–6(7–4)  | Ліндсі Девенпорт   | Амелі Моресмо Аманда Кетцер        | Наталі Деші Мая Матевжич Надія Петрова Олена Бовіна                      |
| Zurich            | Килим (i) | 14 жовтня  | Патті Шнідер 6–7(5–7), 7–6(10–8), 6–3 | Ліндсі Девенпорт   | Кончіта Мартінес Жустін Енен       | Александра Стівенсон Даніела Гантухова Марі-Гаяне Мікаелян Кім Клейстерс |